# Amfreville-les-Champs (Senna Marittima)
Amfreville-les-Champs è un comune francese di 152 abitanti situato nel dipartimento della Senna Marittima nella regione della Normandia.

## Società

### Evoluzione demografica
Abitanti censiti